# Bory (Repubblica Ceca)
Bory (in tedesco Borry) è un comune ceco situato nel distretto di Žďár nad Sázavou, nella regione di Vysočina.